# عملات سلالة زو

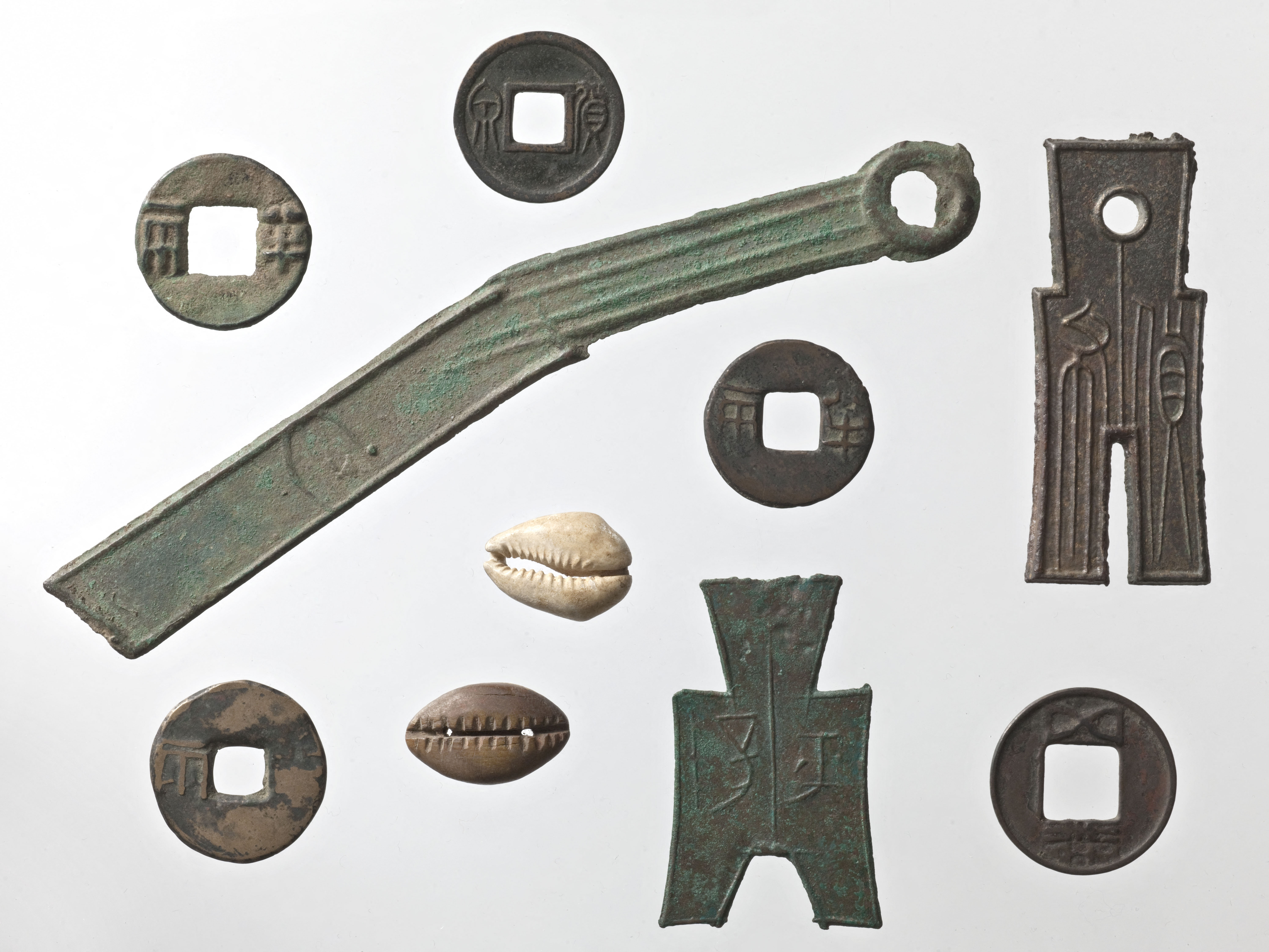
أنواع مختلفة من العملات المعدنية في عهد أسرة تشو. متحف سيرنوشي

تشمل العملات الصينية خلال فترة الربيع والخريف وفترة الدول المتحاربة بعضًا من أقدم العملات المعدنية المنتجة في العالم. ومع ذلك، فإنها لم تكن في الغالب ذات الشكل الدائري النموذجي للعملات المعدنية الحديثة. وشملت هذه العملات أصداف الودع، ونقود أنف النملة، ونقود على شكل مجرفة، ونقود على شكل سكين.

## صدفة الودع
قبل فترة الربيع والخريف، خلال عهد أسرة شانغ، اُستُخدِمَت أصداف الودع كنوع مبكر من النقود. في فترة زو، أصبح استخدامها أكثر أسلوبية مع ظهور نسخ طبق الأصل من الأصداف المصنوعة من الخزف، أو اليشم، أو المعدن. تشير بعض المصادر إلى أن العملات المعدنية المستديرة المبكرة كانت عبارة عن تمثيل منمق للغاية لأصداف الودع.

## النقود الذهبية

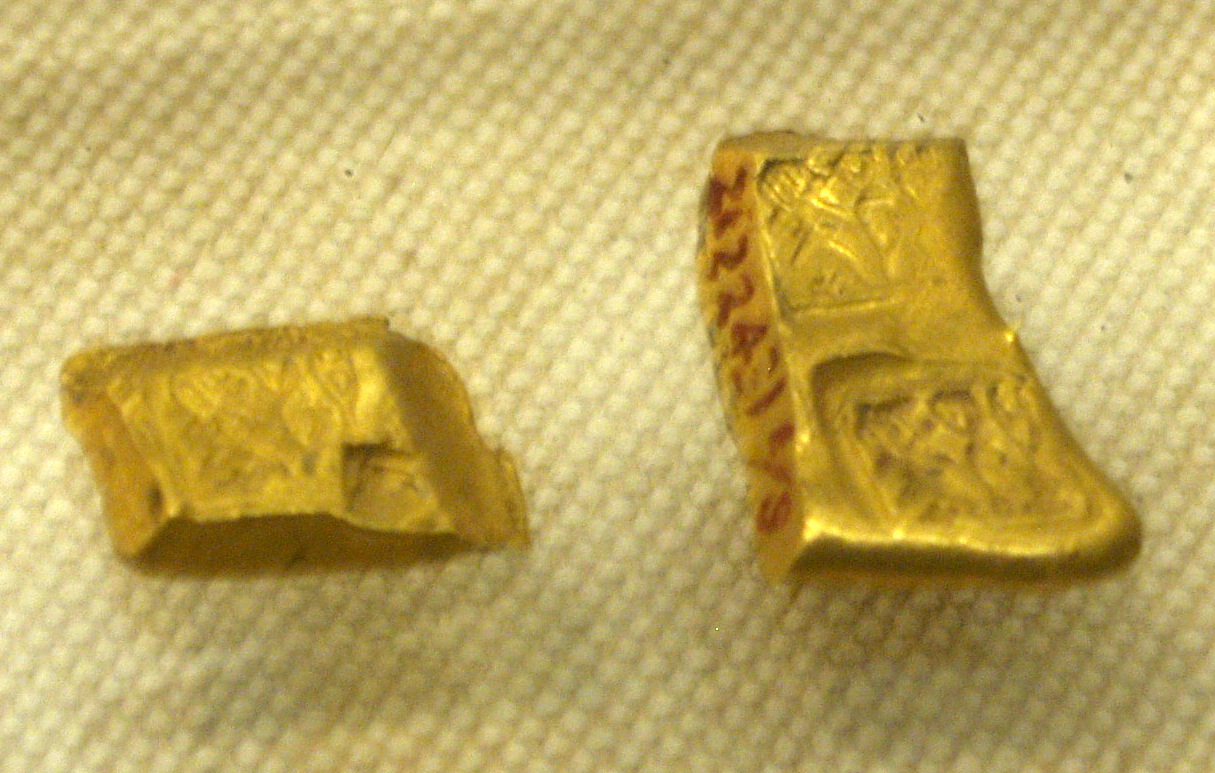
عملات ذهبية تحمل علامة " ينغ يوان ". "ينغ" هو اسم عاصمة زو.

كانت ولاية تشو تنتج مربعات خشنة من الذهب، مختومة بحرف أو حرفين، وكانت تستخدم كعملة نقدية. في اللغة الصينية تُعرف باسم ينغ يوان ( (بالصينية: 郢爰؛ البينيين: yǐng yuán) ).[بحاجة لمصدر]

## نقود المجرفة

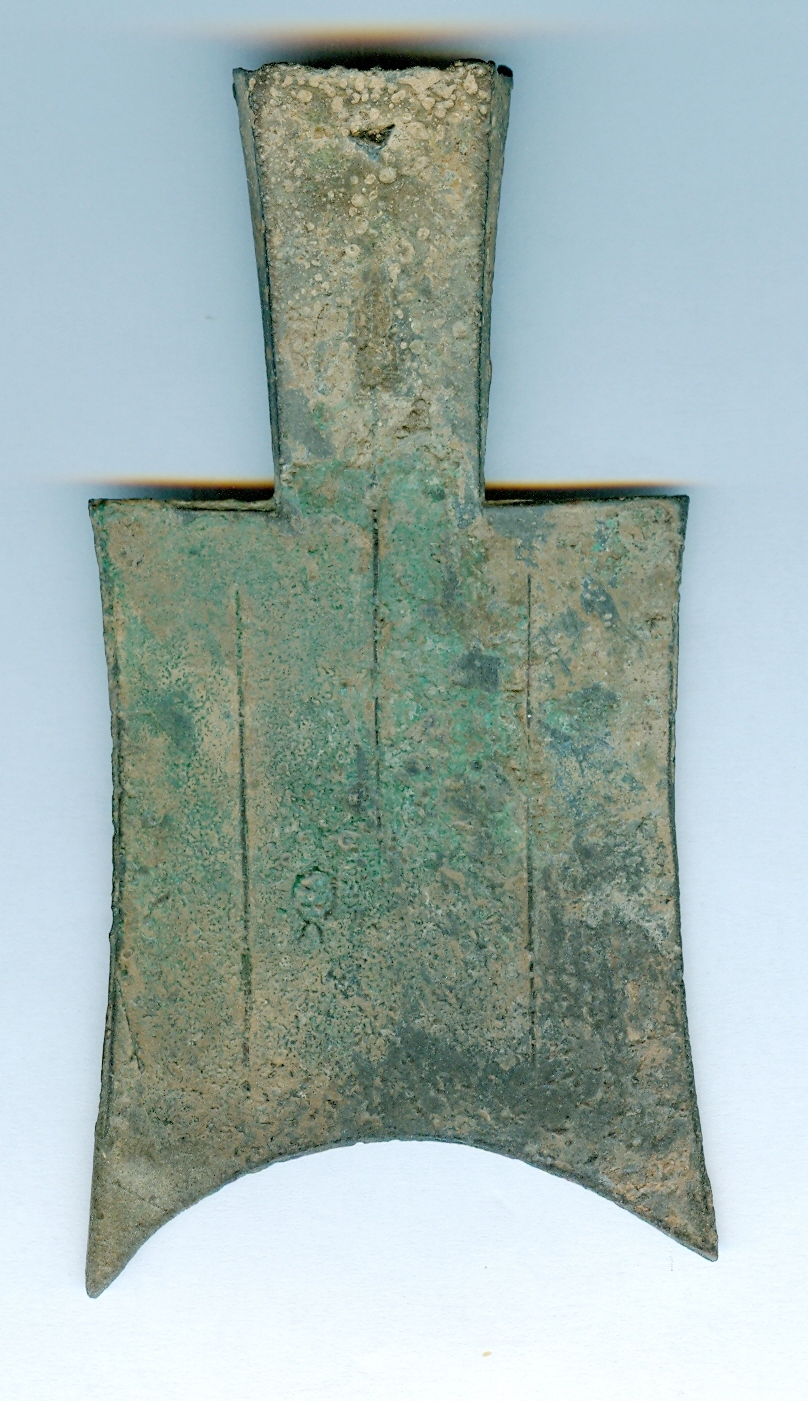
أموال المجرفة

شكلت نقود المجرفة ( (بالصينية: 布币؛ البينيين: bù bì) ) تشبه المجرفة، وهي أداة زراعية. نطق كلمة "مجرفة" في اللغة الصينية هو "bo" ( (بالصينية: 镈؛ البينيين: bó) وهو قريب جدًا من "bu" ( (بالصينية: 布؛ البينيين: bù) ومن هنا جاءت تسمية "نقود المجرفة". خلال فترة الربيع والخريف، اُستُخدِمَـ نقود المجرفة بشكل رئيسي في العائلة المالكة في شانشي وزو. هناك نوعان رئيسيان من نقود المجرفة، كونغ شو بو (空首布)، النوع المبكر، وبينج شو بو ( (بالصينية: 平首布؛ البينيين: Píng shǒu bù) 中布)، الراحل. خلال عملية العملة، طورت كل مملكة تقنياتها لإنتاج النقود مع النمو الكبير للاقتصاد الوطني. ونتيجة لذلك، حدثت تغيرات كبيرة في عملة المجرفة، من عملة كبيرة وسميكة إلى عملة صغيرة ورقيقة.
بدأ استخدام نقود المجرفة في فترة الربيع والخريف وانتهى في أواخر فترة الدول المتحاربة. اليوم لم يتبق منه إلا القليل وأصبح محط اهتمام هواة الجمع.

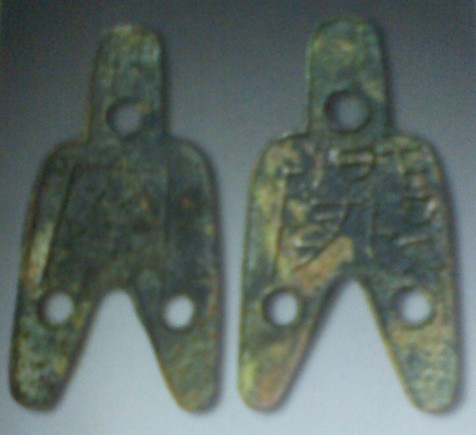
عملة المجرفة ذات الثلاث فتحات

مملكة زونغشان ( (بالصينية: 中山国؛ البينيين: zhōngshān guó) (تقريبًا في القرن الرابع قبل الميلاد)، وهي دولة تابعة صغيرة في منتصف فترة الدول المتحاربة، أول من اخترعت واستخدمت عملة المجرفة ذات الثلاث فتحات المبكرة (بالصينية: 三孔布币؛ البينيين: sān kǒng bù bì)، التي يبدو محيطها مثل الجبل. وفي تلك الفترة تطورت الصناعة الحرفية، والتجارة، وصناعة صهر الحديد، وصناعة صب البرونز في تلك المملكة. وعادة ما كان الناس يربطون الأموال ببعضها البعض من خلال هذه الثقوب، مما يجعل من السهل على الناس حملها، وأكثر ملاءمة لتداول الأموال. ونتيجة لذلك، حظيت عملة المجرفة ذات الثلاث فتحات بقبول جيد بين الناس في ذلك الوقت. بسبب الحروب المستمرة، سقطت مملكة زونغشان وضاعت معظم نقود المجرفة ذات الثلاث حفر. اليوم لم يتبق منه إلا القليل، وبالكاد نستطيع العثور عليها حتى في بعض المتاحف الوطنية الكبرى.

## أموال السكين

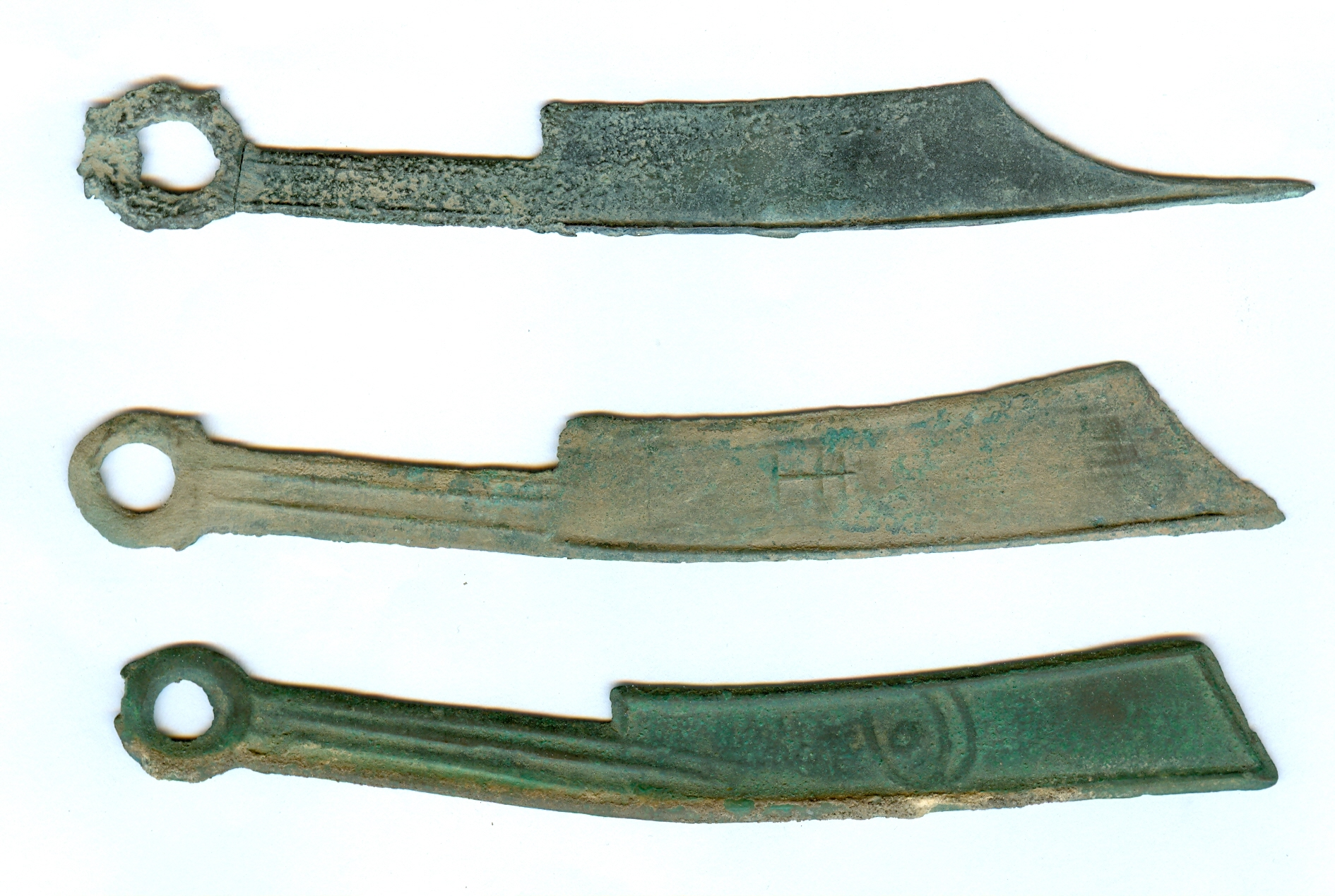
أموال سكين ولاية يان (燕国刀币)

خلال فترة الدول المتحاربة المبكرة، كانت دولة تشي واحدة من أقوى الدول في الصين بأكملها. لإظهار قوة مملكتهم وتوارث تقليد حب السكاكين كقومية المراعي الشمالية، نفذت تشي سياسة نظام أموال السكاكين.
في 279 قبل الميلاد، في عهد تيان دان (بالصينية: 田单؛ البينيين: tián dān)، تمكن الجنرال الكبير تشي من القضاء على وحدة العدو، تحالف هان، وزاو، ووي ، وتشين، وتشو واستعادوا الأراضي المفقودة. علاوة على ذلك، تشي شيانغوانغ ( (بالصينية: 齐襄王؛ البينيين: qí xiāng wáng) عاد ، زعيم تشي، إلى أرضه بعد خمس سنوات من المنفى من مملكته. من أجل الاحتفال بالنصر العظيم وعودة تشي شيانغ وانغ، أنتج تشي عملة السكين المكونة من ست كلمات (六字大刀). بالإضافة إلى الكلمة المكونة من ستة، هناك أيضًا كلمة "نقود السكين" المكونة من ثلاث وأربع وخمس كلمات.

## عملات معدنية مبكرة
ابتداءً من عام 350 قبل الميلاد، بدأ استخدام العملات المعدنية المستديرة. كانت العملات المعدنية المستديرة من المناطق التي استخدمت فيها نقود المجرفة في السابق تحتوي على ثقوب مستديرة في وسطها. كانت العملات المعدنية المستديرة من مناطق نقود السكين تحتوي عادةً على ثقوب مربعة. هناك عملتان معدنيتان فقط معروفتان بأنهما تشكلان استثناءً لهذه القاعدة العامة.[بحاجة لمصدر]

## عملات معدنية أخرى

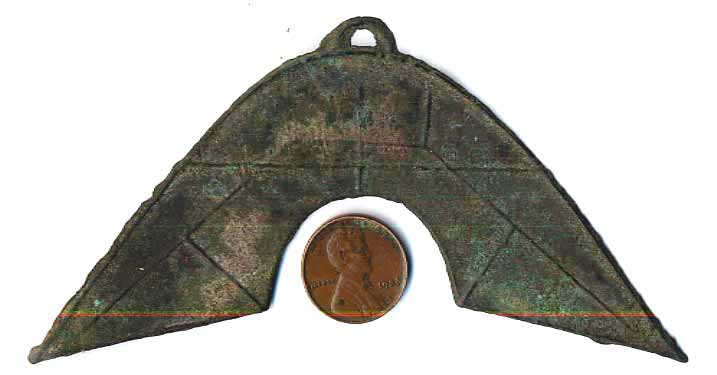
مثال على "أموال الجسر" في عهد أسرة زو.

وكانت هناك عملات أخرى لم يذكرها أي مصدر تاريخي معاصر. ولهذا السبب فإن صحة هذه الأشياء كشكل من أشكال العملة موضع تساؤل. نظرًا لأنه من غير المعروف ما إذا كانت هذه العملات عبارة عن أشكال من النقود الصينية القديمة أم لا، فعادةً ما يشار إليها باسم "العملات الزائفة" أو "العملات ذات الشكل الغريب" ( (بالصينية المبسطة: 异形币؛ بالصينية التقليدية: 異形幣؛ البينيين: yì xíng bì).
غالبًا ما تُسمى هذه العملات بناءً على شكلها، على سبيل المثال هناك " عملة السمك " (魚幣)، و" عملة الهالبرد " (戟幣)، و" عملة الجسر " (橋幣). تُقَسَّم بعض عينات "أموال الجسر" إلى فئات أخرى مثل "أموال جسر رأس النمر" و "أموال جسر رأس التنين" بناءً على شكلها.